# Handball Club Dinamo Minsk
Pour les homonymes, voir Dinamo Minsk. Ne pas confondre avec le club de handball du SKA Minsk
Maillots
Actualités
Dernière mise à jour : 31 décembre 2013.
Le HC Dinamo Minsk (en russe Гандбольный клуб Динамо Минск), était un club de handball biélorusse basé à Minsk.
Créé en 2008, il s'impose rapidement comme le meilleur club biélorusse, remportant le Championnat de Biélorussie dès sa première saison et les quatre saisons suivantes. Mais en 2014, le club est contraint de disparaître à cause de problèmes financiers.

## Histoire
La section handball du Dinamo Minsk, le HC Dinamo Minsk fut fondé le 28 mars 2008.
Le club est connu comme le leader du championnat Biélorusse depuis sa fondation.
- 2008/2009: Le club remporte le championnat de Biélorussie, la Ligue Balte de Handball et est finaliste de la Coupe des résidents Biélorusse à Minsk.
- 2009/2010: Le club remporte le championnat de Biélorussie, la Coupe de Biélorussie et finit premier de la Ligue multinational de handball.

En Ligue des Champions, le HC Dinamo Minsk finit deuxième du groupe 1 de phase de qualification derrière le club macédonien du RK Vardar Skopje et est donc reversé en Coupe EHF où il sera éliminé au troisième tour par le club français de l'US Dunkerque HGL.
- 2010/2011 : Le club remporte le championnat de Biélorussie.

En Ligue des Champions, le HC Dinamo Minsk finit premier du groupe 2 de phase de qualification et est donc qualifié pour la phase de groupe. Placé dans le groupe C, malgré un bilan honorable de 3 victoires, 2 matchs nuls et 5 défaites, le club échoue à la 5e à un point de la dernière place qualificative pour les huitièmes de finale.
- 2011/2012 : Le club remporte le championnat de Biélorussie.

En Ligue des Champions, le HC Dinamo Minsk finit deuxième du groupe 2 de phase de qualification derrière le club suédois du IK Sävehof et est donc reversé en Coupe EHF où il sera éliminé en Quarts de finale par le club allemand, Frisch Auf Göppingen.
- 2012/2013 : Le club remporte le championnat de Biélorussie, ainsi que la Coupe de Biélorussie.

En Ligue des Champions, le HC Dinamo Minsk remporte la confrontation en match aller/retour face au club turc du Beşiktas JK et est donc qualifié pour la phase de groupe. Placé dans le groupe D, avec un bilan de 5 victoires, 1 match nul et 4 défaites, le club termine à la troisième place derrière le FC Barcelone et les Füchse Berlin et devant le RK Zagreb. Pour la première fois de son histoire, le club atteint les huitièmes de finale, mais perd ses deux matchs face au club macédonien du RK Metalurg Skopje et est éliminé.

## Palmarès
| Compétitions nationales | Compétitions internationales                     |
| - Championnat de Biélorussie (5) - Champion : 2009, 2010, 2011, 2012, 2013 - Coupe de Biélorussie (2) - Vainqueur : 2009, 2013 | - Ligue Balte de Handball (1) - Vainqueur : 2009 |

## Effectif 2013-2014
Entraîneur : Boris Denic,  Slovénie
| N° | Nom                   | Poste          | Naissance         | Taille | Poids  | Club précédent            | Sélection   |
| -- | --------------------- | -------------- | ----------------- | ------ | ------ | ------------------------- | ----------- |
| 21 | Mikel Aguirrezabalaga | Arrière gauche | 8 avril 1984      | 194 cm | 89 kg  | FC Barcelone              | Espagne     |
| 6  | Maxim Babichev        | Pivot          | 7 mars 1986       | 200 cm | 100 kg | Arkatron Minsk            | Biélorussie |
| 12 | Vadim Bogdanov        | Gardien de but | 26 mars 1986      | 197 cm | 95 kg  | Saint-Pétersbourg HC      | Russie      |
| 9  | Dean Bombač           | Demi-centre    | 4 avril 1989      | 188 cm | 92 kg  | RK Cimos Koper            |             |
| 80 | Ivan Brouka           | Ailier gauche  | 20 avril 1980     | 184 cm | 87 kg  | ZTR Zaporozhye            | Biélorussie |
| 33 | Uros Bundalo          | Pivot          | 29 avril 1989     | 198 cm | 108 kg | RK Cimos Koper            | Slovénie    |
| 20 | Damir Doborac         | Demi-centre    | 5 octobre 1980    | 186 cm | 90 kg  | SC Magdebourg             |             |
| 14 | Dimitri Doroshchuk    | Pivot          | 29 septembre 1986 | 198 cm | 115 kg | ZTR Zaporozhye            | Ukraine     |
| 32 | Hleb Harbuz           | Demi-centre    | 17 mars 1994      | 191 cm | 82 kg  | Formé au club             |             |
| 16 | Alexandre Markelau    | Gardien de but | 5 avril 1994      | 193 cm | 87 kg  | Formé au club             |             |
| 18 | David Miklavcić       | Arrière droit  | 29 janvier 1983   | 195 cm | 98 kg  | RK Gorenje Velenje        |             |
| 39 | Stanislav Nakhaenko   | Pivot          | 20 avril 1993     | 209 cm | 113 kg | Formé au club             |             |
| 17 | Dimitri Nikulenkau    | Demi-centre    | 12 juillet 1984   | 188 cm | 90 kg  | Vive Targi Kielce         | Biélorussie |
| 27 | Ivan Ninčević         | Ailier gauche  | 27 octobre 1981   | 184 cm | 88 kg  | Füchse Berlin             | Croatie     |
| 1  | Dimitrije Pejanović   | Gardien de but | 9 juillet 1974    | 200 cm | 97 kg  | Panellínios Athènes       |             |
| 3  | Dzianis Rutenka       | Ailier droit   | 14 février 1986   | 190 cm | 84 kg  | RK Prevent Slovenj Gradec | Biélorussie |
| 11 | Sergueï Chelmenko     | Arrière droit  | 5 avril 1983      | 196 cm | 100 kg | Medvedi Tchekhov          | Russie      |
| 22 | Mykola Stetsyura      | Ailier droit   | 20 juillet 1986   | 195 cm | 96 kg  | Saint-Raphaël VHB         | Ukraine     |

## Clubs rencontrés en Coupe d'Europe
- Frisch Auf Göppingen
- Füchse Berlin
- Aon Fivers
- RK Zagreb
- Aalborg Håndbold
- BM Granollers
- BM Valladolid
- FC Barcelone
- HBC Nantes
- Paris Saint-Germain
- Dunkerque HGL
- AEK Athènes
- Pick Szeged
- RK Metalurg Skopje
- RK Vardar Skopje
- FC Porto
- Medvedi Tchekhov
- Tatran Prešov
- IK Sävehof
- Kadetten Schaffhausen
- Wacker Thoune
- Maliye Milli Piyango SK
- Beşiktaş JK
- HC Motor Zaporozhye

## Joueurs célèbres
- Mikel Aguirrezabalaga
- Pavel Atman
- Dean Bombač
- Sergueï Chelmenko
- Ratko Nikolić
- Oleg Skopintsev
- Rade Mijatović
- Ivan Ninčević
- Dzianis Rutenka